# Mesocestoidose
Als Mesocestoidose bezeichnet man den Befall von Hunden, Katzen und wildlebenden Raubtieren mit Bandwürmern der Gattung Mesocestoides. Sie kommt weltweit vor.

## Pathogenese und Klinik
Mesocestoides haben einen komplizierten Lebenszyklus, der noch nicht in Gänze erforscht ist. Sie haben eine heteroxene Entwicklung mit zwei Entwicklungsstadien in Zwischenwirten. Das dritte Entwicklungsstadium, Tetrathyridium genannt, siedelt sich in der Pleurahöhle, der Peritonealhöhle oder der Unterhaut an. Die Endwirte (Hunden, Katzen und andere Raubtiere) können gleichzeitig auch als zweiter Zwischenwirt dienen. Selbst ein massiver Befall mit adulten Bandwürmern bei den Endwirten ruft nur selten klinische Erscheinungen hervor. Dabei treten Inappetenz, Durchfall und schleimiger Kot auf.
Der Befall mit Tetrathyridien (Tetrathyridiose), also eine Infektion als Zwischenwirt, kann dagegen schwere klinische Erscheinungen hervorrufen. Die Larven verursachen eine Bauchfellentzündung mit Bildung von Granulomen, Aszites und Leukozytose. Gelegentlich treten Infektionen als End- und als Zwischenwirt parallel auf.

## Diagnose und Behandlung
Der Befall als Endwirt ist durch den Abgang von Proglottiden mit dem Kot gekennzeichnet, diese liegen oft als Klumpen vor. Von anderen Bandwurmgliedern lassen sie sich häufig bereits durch das mit bloßem Auge erkennbaren, mit Eiern gefüllten Parauterinorgan unterscheiden. Durch eine Sonografie der Bauchhöhle kann der Verdacht auf Befall mit Tetrathyridien aufkommen. Diese können angesaugt werden und mittel DNA-Untersuchung kann die Art bestimmt werden.
Zur Behandlung des Befalls mit adulten Bandwürmern kann Praziquantel eingesetzt werden. Eine Tetrathyridiose kann mit Fenbendazol über einen Monat therapiert werden.